# Augsburg-Hochzoll-Süd
Hochzoll-Süd bezeichnet den größeren, südlichen Teil des Augsburger Planungsraumes Hochzoll und bildet einen von 42 statistischen Stadtbezirken der Fuggerstadt. Am 31. Dezember 2011 lebten in dem 314,2 Hektar großen Stadtbezirk rund 10.700 Einwohner.
Der Stadtbezirk wird im Westen vom Lech, im Norden von der Bahnlinie Augsburg – Ingolstadt (Paartalbahn) sowie im Osten und Süden von der Stadtgrenze eingeschlossen.

## Demographie
Zum 31. Dezember 2013 besaßen 10.719 Menschen einen Erst- und Zweitwohnsitz im Stadtbezirk Hochzoll-Süd. Davon waren 5.588 Personen weiblichen Geschlechts, was einem Anteil von 52,13 Prozent entspricht. Zum gleichen Zeitpunkt lebten in Hochzoll-Süd 1.269 Bürger mit ausländischem Pass – das ergibt einen Ausländeranteil von 11,84 Prozent. Dieser Wert liegt deutlich unter dem Durchschnitt der Gesamtstadt.
Die Altersstruktur entspricht in etwa den Werten von Augsburg: Mit 3.839 Bürgern bildete die Gruppe der über 40- bis unter 65-Jährigen am 1. Januar 2006 die größte Altersklasse, gefolgt von den über 20- bis unter 40-Jährigen mit 2.484 Personen.

## Bebauung und Infrastruktur
Der Stadtbezirk Hochzoll-Süd weist überwiegend Wohnbebauung in unterschiedlicher Dichte auf. Öffentliche Gebäude, Verbrauchermärkte und Ladengeschäfte befinden sich dagegen eher im nördlichen Teil von Hochzoll. Eine Ausnahme bildet der zentral gelegene Zwölf-Apostel-Platz. Dort befinden sich im Umfeld der Kirche „Zu den heiligen Zwölf Aposteln“ einige Einkaufsmöglichkeiten sowie eine Bankfiliale. Am gleichen Platz liegt auch die Zwölf-Apostel-Halle, eine Sporthalle des DJK Augsburg-Hochzoll. Der mit Abstand älteste Teil des Stadtbezirks ist die Oberländer Straße deren Erstbebauung mit Eigenheimen aus der Zeit vor und um 1900 stammt ― von denen noch ein paar Gebäude vorhanden sind ― sowie die Gutshöfe Schwabhof und Stierhof. 
Beliebtes Ausflugsziel ist der am westlichen Rand gelegene Kuhsee. Neben der Badestelle befinden sich dort auch Spielplätze, großzügige Liegewiesen und Grillplätze. In unmittelbarer Nähe zum See wurde 1989 das Jugendhaus Lehmbau errichtet. Des Weiteren befinden sich im Stadtbezirk die Volksschule Hochzoll Süd sowie drei Kindertagesstätten und ein Seniorenheim (Hermann-Sohne-Siedlung). 
Mit dem Bahnhof Augsburg-Hochzoll, der an der Grenze zum benachbarten Stadtbezirk Hochzoll-Nord liegt, besitzt Hochzoll-Süd eine gute Verkehrsanbindung nach München, nach Süden zum Ammersee und Norden nach Ingolstadt sowie in der Gegenrichtung nach Ulm oder Donauwörth (über den Augsburger Hauptbahnhof). Ferner verkehren die Buslinien 29 und 30 der Stadtwerke Augsburg, die als Zubringer zu den Straßenbahnlinien 1 und 6 in Hochzoll-Nord dienen. Östlich der Bahnstrecke Augsburg – München verläuft die Bundesstraße 2.